# Dieter Augustin
Dieter Augustin (ur. 20 lutego 1934 r. w Kłodzku, zm. 15 lipca 1989 r. w Monachium) – niemiecki aktor, komik, znany głównie z serialu komediowego Klimbim produkcji ARD.

## Życiorys
Urodził się w Kłodzku. Po przejęciu miasta przez Polskę Dieter wraz z rodzicami przeniósł się do Monachium, gdzie ukończył szkołę średnią o profilu handlowym. Następnie studiował aktorstwo na Film-und Fernseh-Hochschule. Początkowo grał w teatrze, głównie na scenach w Monachium i Detmold.
W 1966 r. zadebiutował jako aktor telewizyjny w filmie krótkometrażowym Marrana Gosova. Trzy lata później dostał pierwszą poważną rolę w filmie Der Kerl liebt mich – und das soll ich glauben?. Szerszej publiczności dał się poznać dopiero w 1973 r. w serialu komediowym Klimbim, gdzie grał ojca rodziny Klimbimów.

## Filmografia

### Filmy
- 1969 – Der Kerl liebt mich – und das soll ich glauben?
- 1974 – Drei Männer im Schnee
- 1979 – Woyzeck
- 1984 – Mała doboszka
- 1985 – Sällskapsresan 2 – Snowroller
- 1987 – Zwariowane świry (Zärtliche Chaoten)
- 1989 – Schuldig
- 1989 – Himmelsheim

### Seriale
- 1974 – Eine Geschiedene Frau
- 1974 – Münchner Geschichten
- 1982 – Bekenntnisse des Hochstaplers Felix Krull
- 1983 – Engel auf Rädern
- 1989 – Die Schnelle Gerdi